# Erik Thorn
Erik Frans Thorn (25. januar 1915 i København, Danmark – 9. februar 2012) var en dansk sporvognsstyrer hos Københavns Sporveje og laboratoriemester på Risø. Han blev landskendt ved i 1958 at vinde hovedgevinsten på 10.000 kr i emnet atomfysik i programmet Kvit eller dobbelt i dansk TV. Han blev i folkemunde kendt som Atom-Thorn. Hans deltagelse i Kvit eller dobbelt var mens han var ansat som sporvognsstyrer. Han havde tilegnet sig sin viden om atomfysik på Folkeuniversitetet i København. Dommer i Kvit eller dobbelt var Niels Bohrs assistent Stefan Rozental. Kort efter, i februar 1959 blev han ansat på Forskningscentret på Risø, og var også i perioder udstationeret på Barsebäckværket. Han blev pensioneret fra Risø, som 70-årig, i 1985, men havde fortsat tilknytning som konsulent, og arbejdede som medforfatter på fagbogen Helsefysik indtil kort før sin død.

## Trivia
- Han vandt 10.000 kroner i emnet atomteori i TV programmet Kvit eller dobbelt i januar 1958.[2]